# Passion Fish
Passion Fish est un film américain réalisé par John Sayles, sorti en 1992.

## Synopsis
May-Alice, actrice bien connue de série télévisée se réveille dans un hôpital découvrant qu'elle est paraplégique, elle décide alors de se retirer dans sa maison de famille en Louisiane, mais, refusant son handicap, elle mène la vie dure aux infirmières à domicile qui se succèdent jusqu'à l'arrivée de Chantelle, une infirmière afro-américaine au caractère bien trempé et aux secrets bien gardés.

## Fiche technique
- Titre : Passion Fish
- Réalisation : John Sayles
- Scénario : John Sayles
- Production : Sarah Green, Maggie Renzi et John Sloss
- Musique : Mason Daring
- Photographie : Roger Deakins
- Montage : John Sayles
- Pays d'origine : États-Unis
- Format : Couleurs - 1,85:1 - Dolby
- Genre : Drame
- Durée : 135 minutes
- Date de sortie : 1992

## Distribution
- Mary McDonnell : May-Alice Culhane
- Alfre Woodard (VF : Maïk Darah) : Chantelle
- Lenore Banks : Nurse Quick
- Vondie Curtis-Hall : Sugar LeDoux
- Will Mahoney : Max
- David Strathairn : Rennie
- Angela Bassett : Dawn / Rhonda
- Sheila Kelley : Kim
- Michael Laskin : Redwood Vance
- Leo Burmester : Reeves